# Спурий Меций Тарпа
Спу́рий Ме́ций Та́рпа (лат. Spurius Maecius Tarpa; родился, по одной из версий, около 89 года до н. э., Римская республика — умер, предположительно, после 36/35 года до н. э., Рим, Римская республика) — древнеримский драматург и театральный критик периода кризиса Республики, современник Цицерона.

## Биография
Спурий Меций принадлежал к малоизвестному плебейскому роду, а о самой его жизни и театральной деятельности почти ничего неизвестно. Учитывая упоминание о нём в одном из писем Марка Туллия Цицерона, из которого следует, что Тарпе было поручено написать трагедию по случаю торжества освящения Помпеева театра, который был заложен в 61 году до н. э. на Марсовом поле в Риме и открыт в 55 году до н. э. (по другой версии, он был заложен в 55 году, а открыт в 52 году до н. э.), где, ко всеобщему удивлению, выступала немолодая актриса интермедий Галерия Копиола, в западноевропейской историографии существует мнение, что драматургу на тот момент могло быть около 35 лет. 

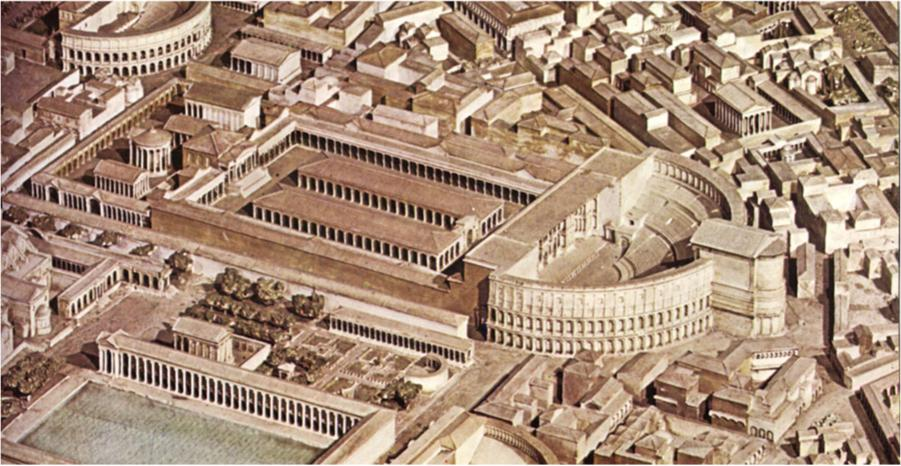
Реконструкция комплекса зданий театра Помпея: четыре малых храма (слева), курия Помпея и сады (в центре), сам театр и храм Венеры-Победительницы (справа). Поблизости находился небольшой дом Помпея.

По свидетельству Квинта Горация Флакка, Тарпа являлся председателем «союза поэтов» (лат. collegium poetarum) в Риме, а комментатор произведений Горация, Помпоний Порфирион, приписывает Мецию, помимо прочего, должность председателя театрального комитета. Поскольку первый сборник сатир Квинта Горация Флакка, посвящённый Меценату, был опубликован, вероятнее всего, зимой 36/35 года до н. э., некоторые исследователи предполагают, что Спурий тогда был ещё жив. Впрочем, имя Тарпы более не фигурирует в сохранившихся источниках.